# Cratere Mach
Mach è un lunare intitolato al fisico austriaco-ceco Ernst Mach. Si trova sulla faccia nascosta della Luna; i principali crateri nelle vicinanze di Mach sono Joule a nordest, Mitra confinante all'orlo esterno occidentale, e Henyey a sudest.
È una formazione grande ma parecchio erosa, con numerosi crateri sparsi lungo i bordi e all'interno. Il cratere Harvey occupa proprio il bordo orientale, ed i bastioni esterni arrivano fino al fondale interno di Mach. La forma globale di Mach richiama quella di una pera, con un grosso rigonfiamento a nordest. Tale formazione dovrebbe essere stata formata da un impatto successivo. Il bordo settentrionale è anch'esso per la maggior parte eroso e ricoperto da impatti seguenti.
L'interno di Mach è punteggiato da parecchi crateri più piccoli, in particolare nel rigonfiamento nordorientale. Se ne osservano numerosi anche lungo i bordi ovest e nordovest. Il resto del fondale è relativamente piatto e regolare, se comparato con il terreno circostante a Mach. C'è un crinale situato nelle vicinanze del punto centrale.

## Crateri correlati
Alcuni crateri minori situati in prossimità di Mach sono convenzionalmente identificati, sulle mappe lunari, attraverso una lettera associata al nome.
| Mach | Latitudine | Longitudine | Diametro |
| ---- | ---------- | ----------- | -------- |
| H    | 14,9° N    | 144,1° W    | 40 km    |